# Xalatala
Xalatala är en ort i Azerbajdzjan.   Den ligger i distriktet Balakən Rayonu, i den nordvästra delen av landet, 300 km väster om huvudstaden Baku. Xalatala ligger 239 meter över havet och antalet invånare är 2 731.
Terrängen runt Xalatala är platt åt sydväst, men åt nordost är den kuperad. Närmaste större samhälle är Belokany, 9,7 km öster om Xalatala.
Omgivningarna runt Xalatala är en mosaik av jordbruksmark och naturlig växtlighet. Runt Xalatala är det ganska tätbefolkat, med 96 invånare per kvadratkilometer.